# Putimov
Putimov é uma comuna checa localizada na região de Vysočina, distrito de Pelhřimov.